# Piet Bakker

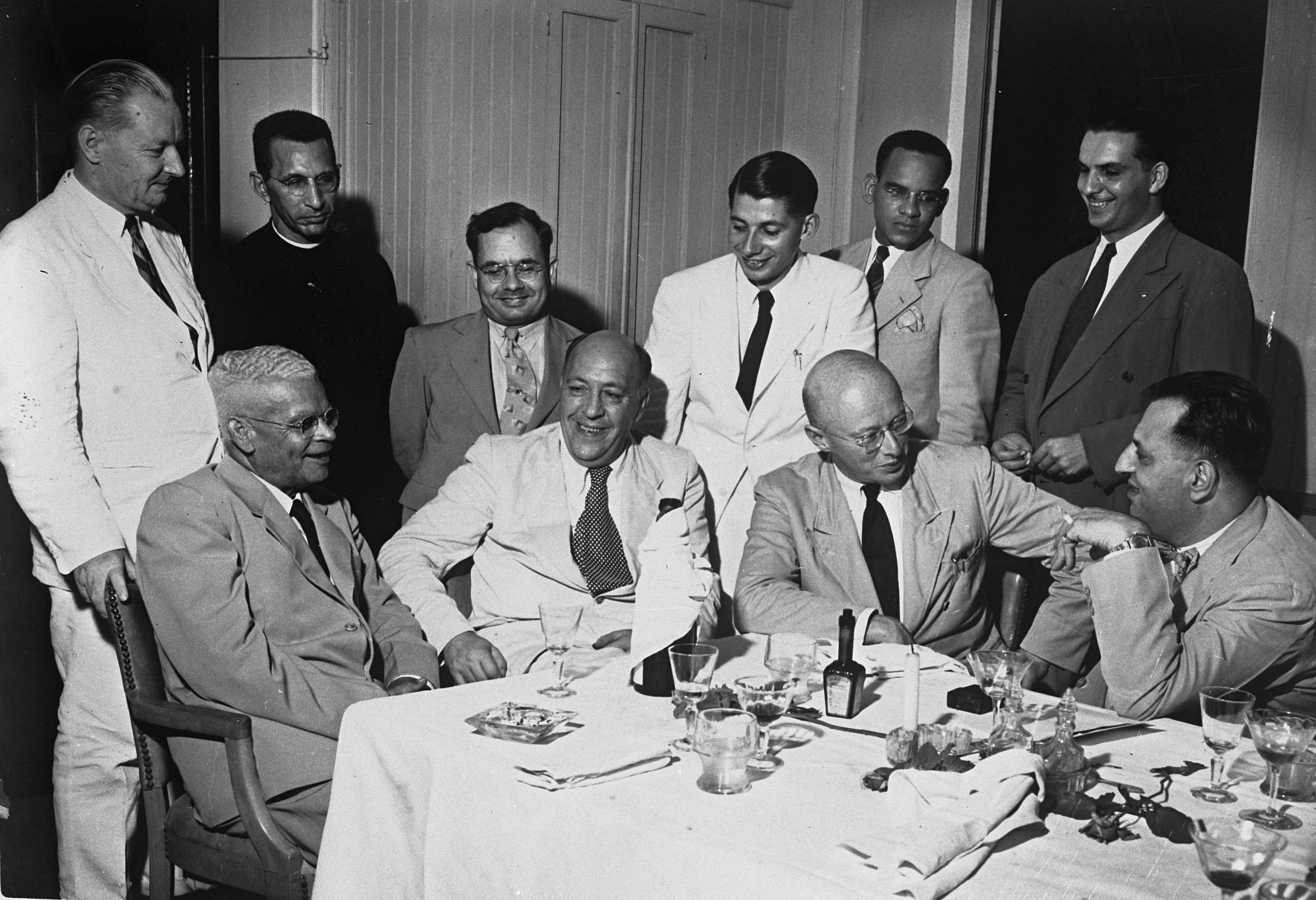
Bakker (andra från vänster), (1947)

Piet Bakker, född 10 augusti 1897 i Rotterdam, död 1 april 1960, var en nederländsk författare.
Bakker arbetade först som folkskollärare men övergick 1921 till journalistiken och debuterade som skönlitterär författare. Han skapade sig en ställning inom den samtida nederländska litteraturen genom romanen om storstadspojken Frans, en barn- och ungdomspsykologisk berättelse som efterhand vidgar sig till skolroman och social roman, samtidigt realistisk och granskande men samtidigt optimistisk. Romanen om Frans omfattar två delar; Ciske de rat (1941, svensk översättning Frans 1944) som berättar om hans år i folkskola i Rotterdam och Ciske groit op (1945, svensk översättning Ciske växer upp samma år) som beskriver betydelsen av hans vistelse på en uppfostringsanstalt.